# Mynes albata
Mynes albata är en fjärilsart som beskrevs av Ribbe 1898. Mynes albata ingår i släktet Mynes och familjen praktfjärilar. Inga underarter finns listade i Catalogue of Life.